# Campeonato Mundial de Atletismo em Pista Coberta de 2022 - Arremesso de peso feminino
A prova do arremesso de peso feminino do Campeonato Mundial de Atletismo em Pista Coberta de 2022 ocorreu no dia  18 de março na Belgrade Arena, em Belgrado, na Sérvia.

## Recordes
Antes desta competição, os recordes mundiais e do campeonato nesta prova eram os seguintes:
|                       | Nome               | Nacionalidade   | Distância | Local              | Data                    |
| --------------------- | ------------------ | --------------- | --------- | ------------------ | ----------------------- |
| Recorde mundial       | Helena Fibingerová | Tchecoslováquia | 22m 50cm  | Jablonec nad Nisou | 19 de fevereiro de 1977 |
| Recorde do campeonato | Valerie Adams      | Nova Zelândia   | 20m 67cm  | Sopot              | 8 de março de 2014      |

## Medalhistas
| Ouro                | Prata             | Bronze                 |
| Auriol Dongmo (POR) | Chase Ealey (USA) | Jessica Schilder (NED) |

## Cronograma
Todos os horários são locais (UTC+1).
| Data        | Hora  | Evento |
| ----------- | ----- | ------ |
| 18 de março | 18:50 | Final  |

## Resultado final
A final ocorreu dia 18 de Março às 18:50.
| Posição           | Atleta              | Nacionalidade  | #1    | #2    | #3    | #4    | #5    | #6    | Resultados | Notas                                  |
| ----------------- | ------------------- | -------------- | ----- | ----- | ----- | ----- | ----- | ----- | ---------- | -------------------------------------- |
| Medalha de ouro   | Auriol Dongmo       | Portugal       | 19.32 | 19.32 | x     | x     | 20.43 | x     | 20.43      | Melhor marca do ano · Recorde nacional |
| Medalha de prata  | Chase Ealey         | Estados Unidos | 18.65 | 19.11 | 18.88 | 18.62 | 20.21 | x     | 20.21      | =                                      |
| Medalha de bronze | Jessica Schilder    | Países Baixos  | 19.01 | 19.01 | 18.98 | 19.46 | 18.98 | 19.48 | 19.48      |                                        |
| 4                 | Fanny Roos          | Suécia         | 18.66 | x     | 19.22 | x     | 17.76 | 18.24 | 19.22      | Recorde da temporada                   |
| 5                 | Maggie Ewen         | Estados Unidos | 18.16 | 18.34 | x     | 19.15 | x     | x     | 19.15      |                                        |
| 6                 | Danniel Thomas-Dodd | Jamaica        | x     | 18.77 | x     | 18.38 | 19.12 | x     | 19.12      | Recorde da temporada                   |
| 7                 | Sarah Mitton        | Canadá         | x     | 18.20 | x     | x     | x     | 19.02 | 19.02      |                                        |
| 8                 | Sophie McKinna      | Reino Unido    | 18.40 | 18.62 | x     | x     | 17.97 | 18.19 | 18.62      |                                        |
| 9                 | Sara Gambetta       | Alemanha       | 18.16 | 18.17 | 17.66 |       |       |       | 18.17      |                                        |
| 10                | Dimitriana Bezede   | Moldávia       | 17.64 | x     | 18.07 |       |       |       | 18.07      |                                        |
| 11                | Katharina Maisch    | Alemanha       | 17.83 | x     | x     |       |       |       | 17.83      |                                        |
| 12                | Jessica Inchude     | Portugal       | 17.56 | 17.27 | x     |       |       |       | 17.56      |                                        |
| 13                | Amelia Strickler    | Reino Unido    | 16.78 | 16.73 | 16.86 |       |       |       | 16.86      |                                        |
| 14                | Lívia Avancini      | Brasil         | 16.52 | 16.43 | 16.85 |       |       |       | 16.85      |                                        |
| 15                | Ivana Gallardo      | Chile          | 15.06 | 16.08 | 15.81 |       |       |       | 16.08      |                                        |

Legenda
| Recorde mundial       | Recorde mundial (World record)               |                       | Recorde africano                      | Recorde africano (African) |                                           | Q | Classificado por posição (Qualified) |
| Recorde do campeonato | Recorde do campeonato (Championship record)  | Recorde da América    | Recorde da América (Americas)         | q                          | Classificado por melhor tempo (Qualified) |   |                                      |
| Melhor marca do ano   | Melhor marca do ano (World leading)          | Recorde asiático      | Recorde asiático (Asian)              | DNS                        | Não largou (Did not start)                |   |                                      |
| Recorde nacional      | Recorde nacional (National record)           | Recorde europeu       | Recorde europeu (European)            | DNF                        | Não terminou (Did not finish)             |   |                                      |
| Recorde pessoal       | Recorde pessoal do atleta (Personal best)    | Recorde da Oceania    | Recorde da Oceania (Oceania)          | DSQ / DQ                   | Desclassificado (Disqualified)            |   |                                      |
| Recorde da temporada  | Recorde da temporada do atleta (Season best) | Recorde sul-americano | Recorde sul-americano (South America) | NM                         | Sem marca (No mark)                       |   |                                      |